# 未来科学城北站
未来科学城北站位于北京市昌平区小湯山鎮土沟村北京未来科学城英才北一街、未来科学城路、普庆寺南街、普庆寺路合围区域内，是北京地铁17号线的北端终点站，于2023年12月30日随17号线北段开通而投入运营。華潤置地在本站设有上盖项目。

## 车站结构
未来科学城北站为地下三层三跨明挖岛式车站，呈东北-西南走向，总长320.1米，主体结构总宽23.7米，总建筑面积为22962平方米，有效站台长度186米，站台宽14米。
本站站厅布置有壁画《云创生活》，站厅端头吊顶也设置了云端主题装饰。
| 地面 |                    | 出入口                              |  |  |
| B1层 | 夹层               | B口下沉空间、预留公交总站入口       |  |  |
| B2层 | 站厅               | 票务服务、自动售票机、进出站闸机    |  |  |
| B3层 |                    | █ 17号线 终点站 下客站台            |  |  |
|      | 岛式站台，左侧开门 |                                     |  |  |
|      |                    | █ 17号线 往工人体育场（未来科学城） |  |  |

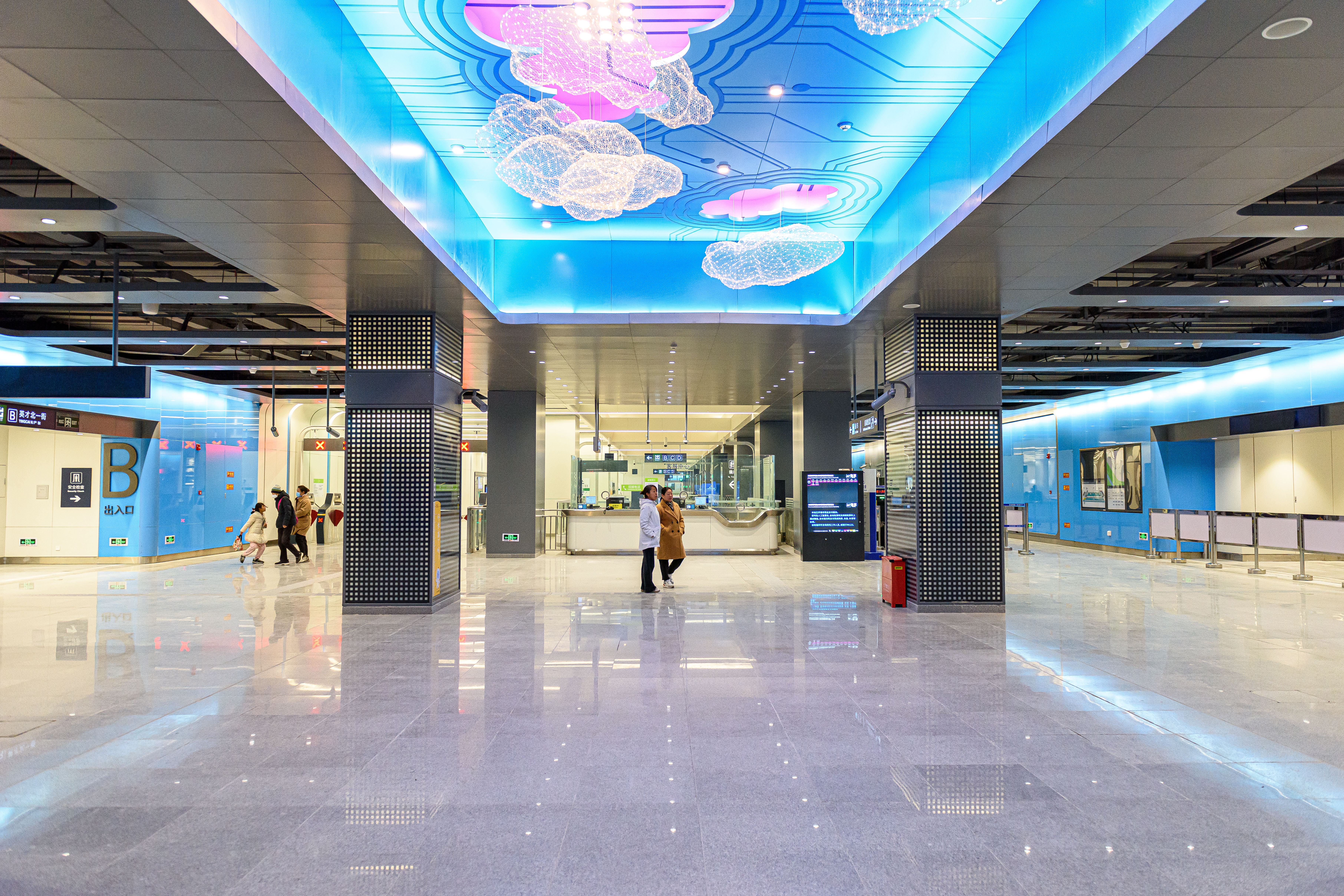
站厅北端南望
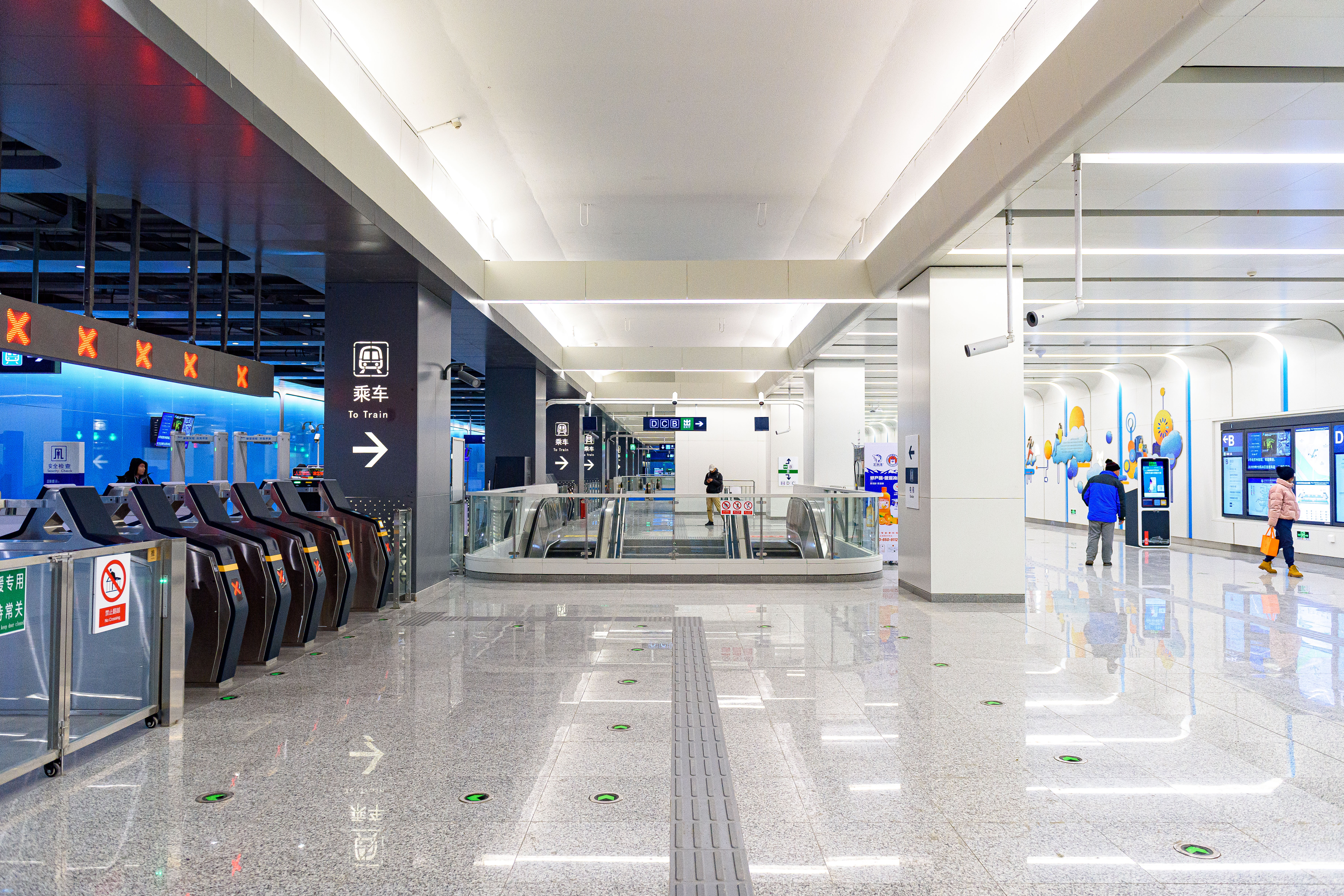
站厅中部
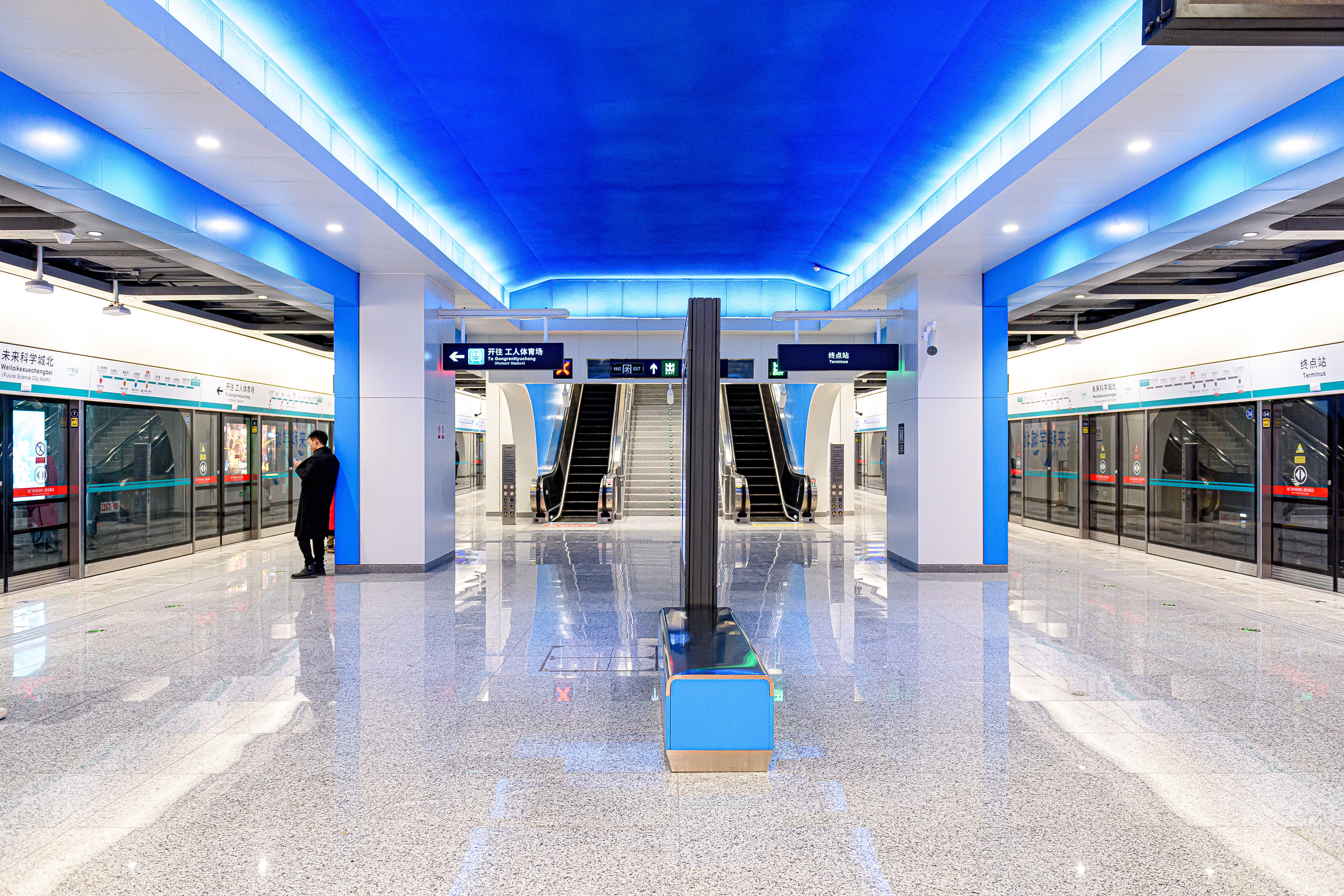
站台南端北望

## 出入口
本站目前开放3个出入口，其中B、C口因车站上盖工程仍未完成而需以围挡搭建临时通道。
|                       |              |                                                                                              |      |                |
| 編號                  | 指示         | 建議前往的目的地                                                                             | 图片 | 无障碍设施图片 |
| 出口 · B              | 英才北一街   | 未来科学城路、中国商飞北京民用飞机技术研究中心、可喜安大厦、华安保安、华安学校、中孵融创大厦 |      | 不適用         |
| 出口 · C · 升降机标志 | 未来科学城路 | 北京低碳清洁能源研究院、北京未来科学城万怡酒店                                               |      |                |
| 出口 · D              | 普庆寺路     | 未来科学城滨河大道                                                                           |      | 不適用         |
| （暂缓开通）          | 公交换乘大厅 |                                                                                              |      | 不適用         |
| 註： 設有             |              |                                                                                              |      |                |